# Dubravos sengirė
Dubravos sengirė este o arie protejată (arie specială de conservare — SAC, sit de importanță comunitară — SCI) din Lituania întinsă pe o suprafață de 124,78 ha, integral pe uscat.

## Localizare
Centrul sitului Dubravos sengirė este situat la coordonatele 54°50′59″N 24°04′22″E / 54.8497°N 24.0728°E.

## Înființare
Situl Dubravos sengirė a fost declarat sit de importanță comunitară în mai 2005 pentru a proteja 1 specie de animale. Situl a fost protejat și ca arie specială de conservare în martie 2021.

## Biodiversitate
Situată în ecoregiunea boreală, aria protejată conține 3 habitate naturale: Mlaștini turboase de tranziție și turbării mișcătoare, Taiga vestică, Mlaștini împădurite.
La baza desemnării sitului se află o specie protejată de  mamifere: liliac cârn (Barbastella barbastellus).
Pe lângă speciile protejate, pe teritoriul sitului au mai fost identificate 4 specii de păsări, 3 specii de nevertebrate.